# Jihokarpatská nářečí
Jihokarpatská nářečí jsou východoslovanská nářečí ukrajinštiny a rusínštiny typická pro Podkarpatskou Rus a severovýchodní Slovensko, tj. oblast ohraničenou ze severu hlavním hřebenem Východních karpat. Tvoří velmi vitální skupinu o statisících mluvčích mezi Rusíny a Ukrajinci a jsou značně odlišná mezi sebou i od slovenštiny a ukrajinštiny. Poprvé tuto skupinu definoval dialektolog Ivan Paňkevyč, který se věnoval jejímu mapování od dob První republiky až do své smrti v padesátých letech.